# Malakoff-Plateau de Vanves
Malakoff-Plateau de Vanves è una stazione della linea 13 della metropolitana di Parigi.
Si trova nel comune di Malakoff.

## La stazione
La stazione venne inaugurata nel 1976 ed è una stazione sotterranea.

## Interscambi
- Bus RATP 58, 191